# عبد الملك العييري
عبد الملك العييري هو لاعب كرة قدم سعودي يلعب في نادي نيوم.
بدأ في الفئات السنية في نادي التعاون ووصل في عام 2021 إلى الفريق الأول وانتقل الى نادي نيوم في دوري الدرجة الأولى السعودي في عام 2024.

## روابط خارجية
- عبد الملك العييري على موقع Soccerway.com (الإنجليزية)